# Tanaostigmodes eja
Tanaostigmodes eja is een vliesvleugelig insect uit de familie Tanaostigmatidae. De wetenschappelijke naam is voor het eerst geldig gepubliceerd in 1921 door Girault.